# Anna Suffía Rasmussen
Anna Suffia Rasmussen, nascuda av Skarði, (Skarð, 1876–Tórshavn, 1932) va ser una educadora feroesa.
Anna Suffía Rasmussen va néixer a Skarð, a l'illa de Kunoy el 3 de gener de 1876. Era filla de Johannes Johannesen, un granger reial de Skarð i d'Elsa Fredrikka, que havia nascut a Matras, a la localitat feroesa de Viðareði.
Es va casar amb Rasmus Rasmussen el 1904. Era germana de Símun av Skarði, que va cofundar l'escola publica feroesa (Føroya Fólkaháskúli) juntament amb el seu marit a Klaksvík el 1899. Després de la creació de l'escola, va exercir-hi com a superintendent.
L'any 2000, va aparèixer en un segell feroès juntament amb la seva cunyada Sanna av Skarði. Excloent l'autoretrat de Ruth Smith, aquest és l'únic segell feroès que ha mostrat dones locals que han aconseguit notorietat.